# Scream (Fernsehserie)
Scream (auch  Scream: The TV Series) ist eine US-amerikanische Fernsehserie, die seit Juni 2015 auf dem US-amerikanischen Kabelsender MTV gezeigt wird. Die Serie basiert auf der Horrorfilm-Reihe Scream von Wes Craven. Dieser fungierte gemeinsam mit Harvey und Bob Weinstein als Produzent der Serie, die von MTV Production Development und Dimension Films produziert und von The Weinstein Company vertrieben wird. Die Erstausstrahlung in den Vereinigten Staaten fand am 30. Juni 2015 auf MTV statt. Im deutschsprachigen Raum wurde die komplette erste Staffel am 1. Oktober 2015 bei Netflix per Streaming veröffentlicht.
Vom 8. Juli 2019 bis zum 10. Juli 2019 lief die sechsteilige dritte Staffel als 3-Nächte-Event auf dem US-Sender VH1. Die Serie endet mit drei Staffeln und insgesamt 30 Folgen. Es wird keine vierte Staffel geben. 2022 erschien mit Scream ein fünfter Teil der Scream-Filme.

## Handlung

### Staffel 1
Die Highschoolschülerin Nina Patterson wird in ihrem Elternhaus Opfer eines Killers, der in der Kleinstadt Lakewood böse Erinnerungen an vergangene Ereignisse weckt. Zunächst wird ihr Freund Tyler O’Neill dafür verantwortlich gemacht, doch auch er wird später Opfer des Killers. Ninas Freunde Emma Duval, Will Belmont, Brooke Maddox, Jake Fitzgerald und Riley Marra sind geschockt über die Ereignisse. Schon bald erhält Emma einen Anruf des Killers, der ihr erzählt, dass der Mord von Nina erst der Anfang war und dass alle ihre Freunde und sogar ihre Mutter Margaret sie belüge.
Mit der Zeit findet Emma heraus, dass ihre Mutter damals den Serienkiller Brandon James kannte und eine Affäre mit ihm hatte. Aus diesem Grund will der Killer sich an der Familie Duval rächen. Bei weiteren Nachforschungen erfährt sie sogar, dass ihre Mutter von Brandon schwanger war und das Kind zur Adoption freigegeben hat. Nebenbei kommen auch noch Geheimnisse von Emmas Freunden ans Tageslicht. So muss sie erfahren, dass ihr Freund Will eine Affäre mit Nina hatte und nur wegen einer Wette mit ihr in einer Beziehung war. Sie trennt sich von ihm und beginnt kurze Zeit später eine Beziehung mit Kieran Wilcox, dem Sohn von Sherif Clark Hudson, der neu in die Stadt gezogen ist. Darüber hinaus erpresst Will gemeinsam mit Jake den Bürgermeister Quinn Maddox, den Vater von Brooke. Diese hat eine heimliche Beziehung mit ihrem Lehrer Seth Branson, der jedoch unter falscher Identität in Lakewood wohnt. Aus diesem Grund wird er zum Hauptverdächtigen in den Mordfällen.
Für Emma bricht dadurch eine Welt zusammen und sie ist froh, dass sie sich mit ihrer ehemals besten Freundin Audrey Jenson, mit der sie sich wegen eines Internetvideos zerstritten hat, versöhnen kann und sie gemeinsam mit Noah Foster den Killer jagen können. Sie finden heraus, dass ein Jahr zuvor die Maske von Brandon James, die er damals trug, sowie Unterlagen zum Mordfall aus der Asservatenkammer gestohlen wurden. Außerdem ist sich Audrey sicher, dass ihre Freundin Rachel keinen Selbstmord begangen hat, sondern Opfer des Killers wurde. Die Reporterin und Podcasterin Piper Shaw berichtet ausführlich über die Mordfälle und hilft den Freunden bei der Suche nach dem Täter. Bei ihrer Suche werden die Freunde mehrmals vom Killer angegriffen.
Der Killer treibt sein Spiel mit Emma immer weiter und diese muss mit ansehen, wie Will, Riley und Sheriff Hudson vor ihren Augen ums Leben kommen. Nach dem Halloween-Ball kommt es zwischen Emma, ihrer Mutter und dem Killer zum Showdown. Sie erfahren, dass Piper die Mörderin und außerdem die Tochter von Brandon und Margaret ist. Piper will daraufhin Emma und ihre Mutter umbringen. Beim entscheidenden Kampf will Piper Emma noch etwas sagen, wird aber davor von Audrey angeschossen und fällt in den See. Als Piper mit vorgehaltenem Messer aus dem See ragt, schießt Emma Piper in den Kopf und tötet sie somit. Pipers Leiche fällt in den See und wird nicht gefunden. Die Staffel endet, indem Audrey Briefe von Piper und Unterlagen zum Brandon James-Fall verbrennt während Noah sich fragt, wie Piper die ganze Zeit die Mörderin sein konnte, obwohl sie selbst zu einem Zeitpunkt von dem Killer angegriffen wurde.

### Staffel 2
Drei Monate sind seit den Geschehnissen am Wren Lake vergangen. Die Überlebenden der Lakewood-Morde sind unter dem Namen „Lakewood-Sechs“ bekannt. Emma, die sich nach einem Nervenzusammenbruch in einer Klinik einweisen ließ, kehrt nach Lakewood zurück, wo ihre Freunde eine Willkommensparty für sie schmeißen. Jake und Brooke, die inzwischen ein Paar sind, trennen sich nach einem Streit. Jake wird vom neuen Killer mit einer Sense getötet. Audrey wird von jemandem, der über ihre Verbindung zu Piper Bescheid weiß, erpresst.
Währenddessen geht Noah immer weiter seiner Theorie über einen Komplizen nach und findet mit Hilfe seines Podcasts jemanden, der diesen angeblich gesehen hat. Kurz bevor dieser Augenzeuge, ein Rezeptionist eines Motels, Noah alles erzählen kann, wird er von Audrey angerufen, die ihn bedroht, wodurch der Rezeptionist meint, er habe sich geirrt. Emma schafft es in dieser Zeit, zusammen mit Kieran, sich ihren Ängsten am Steg des Wren Lake zu stellen, was sie auch wieder offener für ihre Beziehung mit Kieran macht. Auf dem Nachhauseweg spät abends wird sie von einem Auto verfolgt, dessen Fahrer sich als ihr Vater herausstellt. Audrey will Noah zuvorkommen und schleicht sich nachts zu einer Lagerhalle, bei der Piper öfter gesehen wurde, um mögliche Beweise zu vernichten. Dort entdeckt sie den ermordeten Jake und eine Nachricht vom Killer an sie, dass er nun dafür sorgt, dass ihre Arbeit beendet wird.
Für Emma eröffnen sich immer mehr Geheimnisse aus der gemeinsamen Vergangenheit ihrer Eltern, was die Beziehung zu ihrem Vater nicht vereinfacht. Sie folgt einer vermeintlichen Nachricht ihres Vaters, zu dem bekannten Motel. Jedoch trifft sie ihn dort nicht an, sondern findet nur ein paar Zeitungsausschnitte. Als sie das Motel wieder verlässt, sieht sie ihren Vater, der gerade aus der dazugehörigen Bar geworfen wird, betrunken ist und eine Schlägerei mit dem Barchef anzettelt. Sie kann ihn aufhalten und erfährt, dass ihr Vater keine Nachricht geschrieben habe. Noah und Audrey gehen zusammen zu der Lagerhalle und Audrey befürchtet das Schlimmste, doch es sind nur ein paar harmlose Gegenstände zu finden, als wäre nie etwas gewesen. Audrey entdeckt Überwachungskameras, von denen Noah eine mitnimmt. Es stellt sich aber heraus, dass nichts gespeichert wurde. Anschließend im Auto erhält Audrey einen Anruf vom Killer mit einem Video von Emma in einem Motelzimmer. Der Killer zeigt zuerst den ermordeten Rezeptionisten, der in der Badewanne liegt, dann Emma und anschließend sich selbst im Badezimmer. Audrey versucht vergeblich Emma zu erreichen, ruft daraufhin die Polizei, sieht Emma aber schließlich wohlauf mit ihrem Vater zusammen. Nach dem Tod von Jake beginnt Brooke eine Affäre und später eine Beziehung mit Gustavo „Stavo“ Acosta, dem Sohn vom neuen Sheriff Miguel Acosta. Audrey hielt Stavo einige Zeitlang für den Täter, da dieser verstörende Bilder von den „Lakewood-Sechs“ zeichnete. Als Audrey ihn jedoch besser kennenlernt, ändert sie ihre Meinung.
Zum Ende der Staffel wird Noah an einem See niedergestochen und lebendig begraben. Audrey und Emma begeben sich auf die Suche nach ihrem Freund und landen in der Scheune der Schweinefarm. Nachdem sie Noah befreit haben, suchen sie Zoe, seine Freundin. Am See angekommen, finden sie einen Sarg. In diesem finden sie die tote Zoe. Während Noah sich im Krankenhaus von den traumatischen Erlebnissen erholt, sollen seine Freunde seine Aufzeichnungen zum Killer vernichten. Dabei findet Audrey ein Bild von Will's Beerdigung, auf dem Kierans Cousin Eli zu sehen ist. Somit rückt Eli in den Fokus der Ermittlungen. Als dann der Bürgermeister und Vater von Brooke, Quinn Maddox, in jener Scheune der Schweinefarm umgebracht wird und Audrey und Emma sich dort befinden, steht für die Polizei fest, dass die Freundinnen die Killer sind. Sie werden festgenommen und befinden sich auf dem Weg zur Polizeiwache, als plötzlich der wahre Killer auf der Straße erscheint und den Polizeiwagen somit zum Ausweichen zwingt. Er ermordet den Polizisten und befreit Emma und Audrey. Diese begeben sich auf die Flucht vor der Polizei und dem Killer. Zum Schutz dient ihnen das Kino, in dem Audrey zu Beginn der Serie arbeitete. Kurz danach stoßen Noah, Brooke und Kieran zu den beiden. Als Brookes Handy klingelt, lockt Emma ihn zum Kino. Gemeinsam wollen sie den Killer zur Strecke bringen und verteilen sich an den Eingängen, während Kieran das Kino durchsucht. Als sie plötzlich Schreie aus dem Kinosaal hören, begeben sich alle, außer Audrey dorthin. Im Kinosaal wird Brooke vom Killer niedergestochen, während Audrey verschwunden ist. Kieran drängt Emma zur Flucht, da sie immer noch gesucht wird. Im Auto erhält sie ein Video vom Killer. Dieser hat Audrey gefangen genommen und verschleppt. Die Spur führt Emma zu dem Kinderheim, in dem Piper aufgewachsen ist. Dort findet sie Audrey und versucht sie zu befreien, als Kieran auftaucht. Kurz nach Kieran taucht auch Eli auf. Die beiden beschuldigen sich gegenseitig der Killer zu sein, da Emma Kieran und den Beweisen glaubt, schießt sie Eli an. Erleichtert befreit sie Audrey. Kieran versichert ihr, dass sie von nun an in Sicherheit leben kann. Dieser Satz erinnert Emma an eine Aussage des Killers. Somit wird ihr klar, dass nicht Eli, sondern Kieran der Killer ist. Emma flüchtet durch das Kinderheim, verfolgt von Kieran der Audrey in seiner Gewalt hat. Nach einem kurzen Kampf, können die beiden Kieran überwältigen und Audrey drängt Emma ihn zu töten. Emma entschließt sich jedoch ihn nicht zu töten. Kurz darauf erscheint die Polizei und er wird verhaftet. Im Gefängnis bekommt Kieran einen Anruf, in dem er beschuldigt wird, die Brandon James Maske ohne Erlaubnis getragen zu haben.
Acht Monate später wird Kieran verurteilt, jedoch kurz drauf vom wahren Killer getötet. Emma versucht sich auf ihre Zukunft zu konzentrieren und will sich auf einem College einschreiben. Audrey ist in einer neuen Beziehung mit Gina McLane und Brooke plant ihren Umzug nach New York gemeinsam mit Stavo. Noah und Stavo haben derweil zusammen eine erfolgreiche Graphic Novel über die Lakewood-Morde herausgebracht. Ihr Verleger Jeremy Blair verlangt von den beiden nun einen zweiten Roman. Für Recherchezwecken reisen die Freunde zusammen mit dem Verleger Jeremy Blair nach Shadow Grove. Dort wollen Stavo und Noah der Legende von Anna Hobbs auf den Grund gehen. Kaum auf der Insel angekommen, beginnt eine Mordserie, bei der unter anderem auch Jeremy zum Opfer fällt. Die Freunde lernen Tom Martin kennen, mit dem Emma anbandelt. Während ihren Recherchen über die Mordserie, kommen sie dem Killer näher. Es ist Tom. Nachdem Emma ihn getötet hat, kehren sie nach Lakewood zurück. Dort schreibt sich Emma am Lakewood College ein, Brooke will zusammen mit Stavo  nach New York und Noah macht ein Broadcast über die Shadow Grove Morde und stellt sich die Frage, wer der Mörder von Kieran ist. Parallel dazu steht Kevin Duval an Kierans Grab und ein „Mr. James“ checkt in das Lakewood Motel ein.

## Produktion

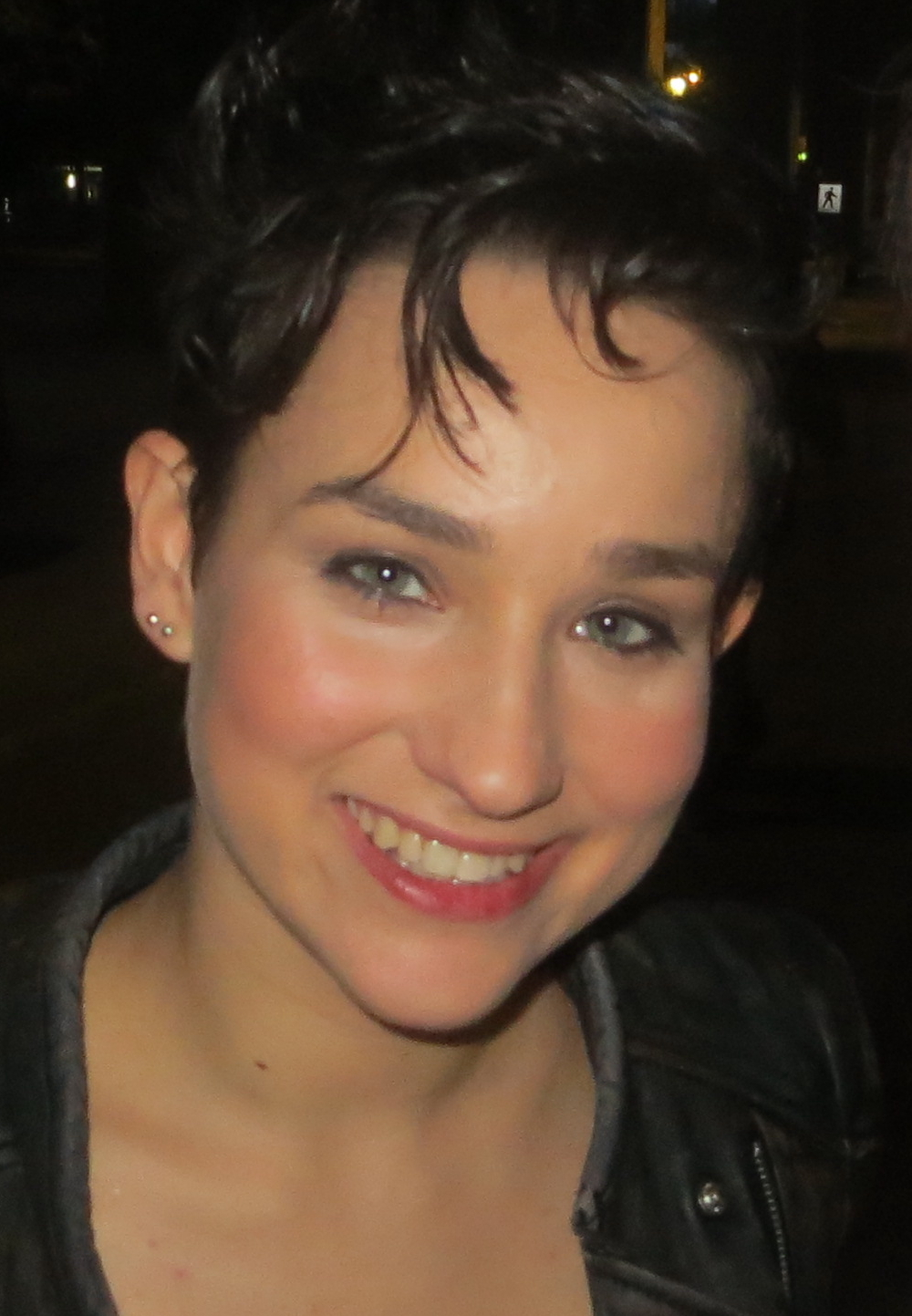
Bex Taylor-Klaus spielt Audrey

### Produktionshintergrund
Im Juni 2012 wurde berichtet, dass MTV an einer Serienadaption der Horrorfilm-Reihe Scream arbeitet. Im April 2013 berichtete The Hollywood Reporter, dass MTV eine Pilotfolge in Auftrag gegeben hat. Im August 2014 wurde neben der Besetzung auch der Regisseur der Pilotfolge bekannt gegeben, Jamie Travis. Im Oktober 2014 gab der Sender eine erste Staffel in Auftrag. Kurze Zeit später wurde verlautet, dass auf die berühmte Ghostface-Maske verzichtet wird und man stattdessen eine neue Maske einführen werde. Die erste Staffel wurde in Baton Rouge, Louisiana gedreht. Am 12. April 2015 wurde während MTV Movie Awards 2015 ein erster Trailer veröffentlicht. Ein erstes Set-Foto von der neuen Maske wurde Anfang Juni 2015 veröffentlicht.
Ende Juli 2015 verlängerte MTV die Serie um eine zweite Staffel. Michael Gans und Richard Register wurden neue Showrunners und ersetzten damit Jaime Paglia und Jill Blotevogel. Die Dreharbeiten begannen Mitte Februar 2016. Für den Oktober 2016 wurde ein zweistündiges Halloween-Special von MTV in Auftrag gegeben. Kurz vor Ausstrahlung des Special wurde von MTV eine dritte Staffel mit 6 Episoden bestellt. Diese soll allerdings ein Reboot der Serie werden und die bisherigen Darsteller nicht zurückkehren.

### Besetzung
Im August 2014 gab MTV die Besetzung der Fernsehserie bekannt. Die Hauptrollen wurden hauptsächlich mit Newcomern besetzt: Willa Fitzgerald, Amy Forsyth, John Karna, Tracy Middendorf, Conner Weil, Amadeus Serafini, Carlson Young und Joel Gretsch. Forsyth und Gretsch stiegen aus der Serie aus und wurden mit Bex Taylor-Klaus und Jason Wiles neu besetzt.
Mitte Dezember 2014 konnte Bella Thorne für eine Gastrolle gewonnen werden. Thorne schlüpft dabei in die Rolle des ersten Opfers, Nina Patterson, und wird dabei die berühmte Einstiegsszene aus Scream nachstellen, die 1996 Drew Barrymore verkörpert. Wie später Thorne in einem Interview bekannt gab, wurde ihr zunächst die Hauptrolle angeboten, aber sie lehnte ab.
Mit Kiana Lede und Santiago Segura wurden zwei neue Hauptdarsteller gecastet.

## Besetzung
| Schauspieler           | Rolle                                                           | Hauptrolle (Episoden) | Nebenrolle (Episoden) | Synchronsprecher                                          |
| ---------------------- | --------------------------------------------------------------- | --------------------- | --------------------- | --------------------------------------------------------- |
| Willa Fitzgerald       | Emma Duval                                                      | 1.01–2.14             |                       | Josephine Schmidt                                         |
| Bex Taylor-Klaus       | Audrey Jensen                                                   | 1.01–2.14             |                       | Soraya Richter (Staffel 1) Franciska Friede (Staffel 2)   |
| John Karna             | Noah Foster                                                     | 1.01–2.14             |                       | Julian Mau                                                |
| Tracy Middendorf       | Margaret „Maggie“ Duval, geb. Anderson                          | 1.01–2.14             |                       | Marion Musiol                                             |
| Amadeus Serafini       | Kieran Wilcox, geb. Hudson                                      | 1.01–2.13             |                       | Benjamin Krause                                           |
| Carlson Young          | Brooke Maddox                                                   | 1.01–2.14             |                       | Amelie Plaas-Link                                         |
| Connor Weil            | Will Belmont (1.07)                                             | 1.01–1.08             |                       | Konrad Bösherz                                            |
| Tom Maden              | Jake Fitzgerald (2.01)                                          | 1.01–2.05             |                       | Jeffrey Wipprecht                                         |
| Jason Wiles            | Sheriff Clark Hudson                                            | 1.01–1.10             |                       | Robert Glatzeder                                          |
| Kiana Lede             | Zoe Vaughn                                                      | 2.01–2.10             |                       | Jenny Maria Meyer                                         |
| Santiago Segura        | Gustavo „Stavo“ Acosta                                          | 2.01–2.14             |                       | Jesse Grimm                                               |
| RJ Cyler               | Deion Elliot / Marcus Elliot                                    | 3.01–3.06             |                       |                                                           |
| Jessica Sula           | Olivia „Liv“ Reynolds                                           | 3.01–3.06             |                       |                                                           |
| Giorgia Whigham        | Beth                                                            | 3.01–3.06             |                       |                                                           |
| C.J. Wallace           | Amir Ayoub                                                      | 3.01–3.04             |                       |                                                           |
| Tyga                   | Jamal                                                           | 3.01–3.06             |                       |                                                           |
| Tyler Posey            | Shane                                                           | 3.01–3.02             |                       |                                                           |
| Keke Palmer            | Kym                                                             | 3.01–3.06             |                       |                                                           |
| Mike Vaughn            | Stimme vom Lakewood Slasher / Shallow Grove Slasher (The Voice) |                       | 1.01–2.14             | Stefan Bergel (Staffel 1) Oliver Warsitz (Staffel 2)      |
| Bobby Campo            | Seth Branson / Seth Palmer                                      |                       | 1.01–2.07             | Jacob Weigert (Staffel 1) Martin May (Staffel 2)          |
| Brianne Tju            | Riley Marra                                                     |                       | 1.01–1.03             | Emily Gilbert                                             |
| Bella Thorne           | Nina Patterson                                                  |                       | 1.01, 1.09            | Laurine Betz                                              |
| Bryan Batt             | Quinn Maddox                                                    |                       | 1.02–2.11             | Christoph Krix (Staffel 1) Achim Buch (Staffel 2)         |
| Amelia Rose Blaire     | Piper Shaw, geb. James                                          |                       | 1.02–1.10, 2.09–2.10  | Marieke Oeffinger                                         |
| Tom Everett Scott      | Kevin Duval                                                     |                       | 1.08, 2.02–2.04, 2.14 | Johannes Berenz (Staffel 1) Christos Topoulos (Staffel 2) |
| Anthony Ruivivar       | Sheriff Miguel Acosta                                           |                       | 2.01–2.12             | Michael Bideller                                          |
| Austin Highsmith       | Karen Lang                                                      |                       | 2.01–2.12             | Tanja Dohse                                               |
| Mary Katherine Duhon   | Haley Meyers                                                    |                       | 2.01–2.09             | Florentine Draeger                                        |
| Karina Logue           | Tina Hudson                                                     |                       | 2.02–2.06, 2.11       | Kerstin Draeger                                           |
| Sean Grandillo         | Eli Hudson                                                      |                       | 2.02–2.12             | Flemming Stein                                            |
| Chase McCleery Bouchie | Eddie Hayes (2.03)                                              |                       | 2.02–2.07             | Nils Rieke                                                |
| Zena Grey              | Gina McLane                                                     |                       | 2.13–2.14             | Nadine Schreier                                           |
| Alexander Calvert      | Alex Whitten / Tom Martin                                       |                       | 2.13–2.14             | Johannes Semm                                             |
| Alex Esola             | Jeremy Blair                                                    |                       | 2.13–2.14             | Rasmus Borowski                                           |
| Roger L. Jackson       | Stimme von Ghostface                                            |                       | 3.01–3.03, 3.05–3.06  |                                                           |
| Guillian Yao Gioiello  | Manny                                                           |                       | 3.01–3.03             |                                                           |
| Gideon Emery           | Officer Reynolds                                                |                       | 3.01–3.02, 3.04–3.06  |                                                           |
| Tony Todd              | Luther                                                          |                       | 3.01, 3.03, 3.06      |                                                           |
| Mary J. Blige          | Sherry Elliot                                                   |                       | 3.01, 3.03, 3.06      |                                                           |
| Terrence J             | Coach Jenkins                                                   |                       | 3.02, 3.04–3.06       |                                                           |
| Big Boi                | Officer                                                         |                       | 3.04–3.05             |                                                           |

## Ausstrahlung
Ursprünglich für Ende 2014 auf MTV geplant, wurde die Serie in den Sommer 2015 verschoben. Die Pilotfolge wurde im Anschluss an eine neue Folge von Teen Wolf am 30. Juni 2015 gezeigt. Die Premierenfolge verfolgten 1,03 Millionen Zuschauer.
In Deutschland und Österreich wurde die komplette erste Staffel am 1. Oktober 2015 bei Netflix per Streaming veröffentlicht, die zweite Staffel folgte ab dem 31. Mai 2016 wöchentlich jeden Dienstag nach der US-Premiere. Die Episoden sind dabei sowohl im Originalton als auch mit deutscher Synchronisation vorhanden.

## Episodenliste

### Staffel 1
| Nr. (ges.) | Nr. (St.) | Deutscher Titel              | Originaltitel      | Erstausstrahlung USA | Deutschsprachige Erstveröffentlichung (D/A/CH) | Regie          | Drehbuch                                                             |
| ---------- | --------- | ---------------------------- | ------------------ | -------------------- | ---------------------------------------------- | -------------- | -------------------------------------------------------------------- |
| 1          | 1         | Rote Rosen                   | Pilot              | 30. Juni 2015        | 1. Okt. 2015                                   | Jamie Travis   | Kevin Williamson Idee: Jill E. Blotevogel, Jay Beattie & Dan Dworkin |
| 2          | 2         | Hallo, Emma                  | Hello, Emma        | 7. Juli 2015         | 1. Okt. 2015                                   | Tim Hunter     | Jill E. Blotevogel                                                   |
| 3          | 3         | Willst du ein Spiel spielen? | Wanna Play a Game? | 14. Juli 2015        | 1. Okt. 2015                                   | Scott Speer    | Jill E. Blotevogel & Jaime Paglia                                    |
| 4          | 4         | Nachwirkung                  | Aftermath          | 21. Juli 2015        | 1. Okt. 2015                                   | Brian Dannelly | Jill E. Blotevogel & Jaime Paglia                                    |
| 5          | 5         | Bloßgestellt                 | Exposed            | 28. Juli 2015        | 1. Okt. 2015                                   | Brian Dannelly | David Coggeshall                                                     |
| 6          | 6         | Betrogen                     | Betrayed           | 4. Aug. 2015         | 1. Okt. 2015                                   | Julius Ramsay  | Jaime Paglia                                                         |
| 7          | 7         | Bonusrunde                   | In the Trenches    | 11. Aug. 2015        | 1. Okt. 2015                                   | Leigh Janiak   | Jordan Rosenberg & Meredith Glynn                                    |
| 8          | 8         | Geister                      | Ghosts             | 18. Aug. 2015        | 1. Okt. 2015                                   | Rodman Flender | Erin Maher & Kay Reindl                                              |
| 9          | 9         | Der Halloween-Ball           | The Dance          | 25. Aug. 2015        | 1. Okt. 2015                                   | Ti West        | Jill Blotevogel                                                      |
| 10         | 10        | Enthüllungen                 | Revelations        | 1. Sep. 2015         | 1. Okt. 2015                                   | Jamie Travis   | Jaime Paglia                                                         |

### Staffel 2
| Nr. (ges.) | Nr. (St.) | Deutscher Titel                            | Originaltitel                   | Erstausstrahlung USA | Deutschsprachige Erstveröffentlichung (D/A/CH) | Regie                         | Drehbuch                            |
| ---------- | --------- | ------------------------------------------ | ------------------------------- | -------------------- | ---------------------------------------------- | ----------------------------- | ----------------------------------- |
| 11         | 1         | Ich weiß, was du letzten Sommer getan hast | I Know What You Did Last Summer | 30. Mai 2016         | 31. Mai 2016                                   | Brian Dannelly                | Michael Gans & Richard Register     |
| 12         | 2         | Psycho                                     | Psycho                          | 6. Juni 2016         | 7. Juni 2016                                   | Scott Speer                   | Meredith Glynn                      |
| 13         | 3         | Motel                                      | Vacancy                         | 13. Juni 2016        | 14. Juni 2016                                  | Jamie Travis                  | Steve Yockey                        |
| 14         | 4         | Die Geburtstagsparty                       | Happy Birthday to me            | 20. Juni 2016        | 21. Juni 2016                                  | Daniel Stamm                  | Brian Sieve                         |
| 15         | 5         | Dawn of the Dead                           | Dawn of the Dead                | 28. Juni 2016        | 29. Juni 2016                                  | Oz Scott                      | Heath Corson                        |
| 16         | 6         | Jeepers Creepers                           | Jeepers Creepers                | 5. Juli 2016         | 6. Juli 2016                                   | Evan Katz                     | Anna Christopher                    |
| 17         | 7         | So finster die Nacht                       | Let the Right One In            | 12. Juli 2016        | 13. Juli 2016                                  | Rodman Flender                | Steve Yockey                        |
| 18         | 8         | Das Dorf der Verdammten                    | Village of the Damned           | 19. Juli 2016        | 20. Juli 2016                                  | Gil Kenan                     | Meredith Glynn                      |
| 19         | 9         | Das Waisenhaus                             | The Orphanage                   | 26. Juli 2016        | 27. Juli 2016                                  | Leigh Janiak                  | Brian Sieve                         |
| 20         | 10        | Spurlos                                    | The Vanishing                   | 2. Aug. 2016         | 3. Aug. 2016                                   | Kevin Kolsch & Dennis Widmyer | Eoghan O’Donnell                    |
| 21         | 11        | Heavenly Creatures                         | Heavenly Creatures              | 9. Aug. 2016         | 10. Aug. 2016                                  | Jamie Travis                  | Anna Christopher                    |
| 22         | 12        | Unbekannter Anrufer                        | When a Stranger Calls           | 16. Aug. 2016        | 17. Aug. 2016                                  | Patrick Lussier               | Eoghan O’Donnell                    |
| 23         | 13        | Halloween                                  | Halloween                       | 18. Okt. 2016        | 19. Okt. 2016                                  | Oz Scott                      | Eoghan O’Donnell & Richard Register |
| 24         | 14        | Halloween II                               | Halloween II                    | 18. Okt. 2016        | 19. Okt. 2016                                  | Oz Scott                      | Eoghan O’Donnell & Richard Register |

### Staffel 3
| Nr. (ges.) | Nr. (St.) | Deutscher Titel | Originaltitel           | Erstausstrahlung USA | Deutschsprachige Erstveröffentlichung (D/A/CH) | Regie                         | Drehbuch                           |
| ---------- | --------- | --------------- | ----------------------- | -------------------- | ---------------------------------------------- | ----------------------------- | ---------------------------------- |
| 25         | 1         | –               | The Deadfast Club       | 8. Juli 2019         | –                                              | Kevin Kölsch & Dennis Widmyer | Brett Matthews                     |
| 26         | 2         | –               | Devil’s Night           | 8. Juli 2019         | –                                              | Tanya Hamilton                | Leigh Dana Jackson & Kristi Korzec |
| 27         | 3         | –               | The Man Behind the Mask | 9. Juli 2019         | –                                              | Darren Grant                  | Benjamin Raab & Deric A. Hughes    |
| 28         | 4         | –               | Ports in the Storm      | 9. Juli 2019         | –                                              | William Scharpf               | Penny Cox                          |
| 29         | 5         | –               | Blindspots              | 10. Juli 2019        | –                                              | Darren Grant                  | Sherman Payne                      |
| 30         | 6         | –               | Endgame                 | 10. Juli 2019        | –                                              | Kevin Kölsch & Dennis Widmyer | Brett Matthews                     |